# Вільгельм Цернік
Вільгельм Цернік (нім. Wilhelm Cernic, 20 квітня 1903 — ?) — австрійський футболіст, що грав на позиції нападника, а згодом — півзахисника.

## Клубна кар'єра
Розпочинав кар'єру виступами за команду клубу «Ніколсон» (Відень), в якій грав до 1927 року.
Своєю грою за цю команду привернув увагу представників тренерського штабу клубу «Рапід» (Відень), до складу якого приєднався 1927 року. Закріпитися в складі команди не зумів, зігравши за два роки лише три офіційних матчі. Один матч зіграв (і забив у ньому два голи) у чемпіонському сезоні 1928–1929 років. Також зіграв у одному матчі Кубка Мітропи 1928 року. У підсумку «Рапід» дістався фіналу того розіграшу.
У 1929 році повернувся у команду «Ніколсон», яка вперше увійшла до вищого дивізіону чемпіонату Австрії. В команді також виступав його брат Максиміліан Цернік. В 1932 році клуб був перейменований на ФК «Відень». Вільгельм згодом перейшов на позицію півзахисника і був одним з основних гравців команди, зігравши за сім з половиною сезонів 138 матчів, у яких він забив 9 голів.
Посеред сезону 1936—1937 років перейшов до складу ще одного клубу вищого дивізіону — «Ваккеру». У 1939 році став з командою срібним призером чемпіонату Австрії.

## Статистика виступів

### Статистика виступів у кубку Мітропи
| №                      | Розіграш               | Стадія                 | Дата та місце проведення | Команда 1              | Рахунок | Команда 2      | Голи |
| ---------------------- | ---------------------- | ---------------------- | ------------------------ | ---------------------- | ------- | -------------- | ---- |
| 1                      | 1928                   | 1/4                    | 25.08.1928 Будапешт      | Хунгарія               | 3:1     | Рапід (Відень) |      |
| Всього у кубку Мітропи | Всього у кубку Мітропи | Всього у кубку Мітропи | Всього у кубку Мітропи   | Всього у кубку Мітропи | 1       |                | 0    |

## Титули і досягнення
- Чемпіон Австрії (1):

«Рапід» (Відень): 1928–1929
- Фіналіст Кубка Мітропи (1):

«Рапід» (Відень): 1928